# Jaan Kross
Jaan Kross (Tallinn, 19 februari 1920 – aldaar, 27 december 2007) was een Estisch schrijver.

## Leven
Kross studeerde van 1938 tot 1945 aan de Universiteit van Tartu; hij studeerde af in rechtsgeleerdheid. In 1946 werd hij door de Sovjet-autoriteiten opgepakt en naar Siberië verbannen. Na zijn terugkeer in 1954 wijdde hij zich aan het schrijven. Hij begon met poëzie, maar wisselde in 1970 naar proza, voorafgegaan door een aantal korte verhalen.
Jaan Kross is vooral bekend van zijn historische romans, zoals De gek van de Tsaar (1978) en Het vertrek van professor Martens (1984). Zijn boeken behandelen de geschiedenis van Estland, en dan met name de positie die Estland innam tussen grootmachten als Duitsland en het keizerrijk Rusland. Kross behandelt in zijn werk vooral het conflict tussen aanpassing en onderwerping. 
Zijn eerste boek verscheen vrij laat, pas in 1970 kwam het eerste deel van Tussen drie plagen uit. Kross was toen vijftig. Dat zijn eerste boek pas zo laat uitkwam heeft te maken met dat hij een groot deel van zijn leven door heeft gebracht in gevangenissen en Siberische strafkampen. Dit is tevens de reden dat hij zo verbonden is met de geschiedenis van Estland en dat dit een terugkerend thema in zijn werk is. 
Kross wordt doorgaans gezien als de belangrijkste Estische schrijver van de twintigste eeuw; hij is in ieder geval de meest vertaalde. Inmiddels zijn zes van zijn romans naar het Nederlands vertaald. Hij ontving verschillende nationale en internationale eredoctoraten en werd verschillende malen genoemd als kandidaat voor de Nobelprijs voor de Literatuur. 
Tevens heeft hij zijn eigen bier, vernoemd naar zijn bekendste roman, Keisri hull.

## Overzicht van zijn werk

### Romans
- Kolme katku vahel I–IV (1970–1980) (Tussen drie plagen (2018))[2]
- Keisri hull (1978) (De gek van de Tsaar (1992))[3]
- Rakvere romaan (1982) (Strijd om de stad (2019))[4]
- Professor Martensi ärasõit (1984) (Het vertrek van professor Martens (1993))[5]
- Vastutuulelaev (1987) (Het tegenwindschip. Roman over Bernhard Schmidt (2022)[6]
- Wikmani poisid (1988)
- Väljakaevamised (1990)
- Tabamatus (1993)
- Mesmeri ring (1995) (De kring van Mesmer (2000))[7]
- Paigallend (1998) (Luchtfietsen (2008))[8]
- Tahtamaa (2001)

### Novellen
- Neli monoloogi Püha Jüri asjus (1970)
- Michelsoni immatrikuleerimine (1971)
- Pöördtoolitund (1972)
- Rist
- Stahli grammatika
- Vandenõu
- Väike Vipper
- Järelehüüd Kuusiku peremehele
- Minu onupoja jutustus
- Tuhatoos
- Pulmareis
- Eesti iseloom
- Põgenemine
- Vürst
- Morse
- Onu
- 1941

### Verhalen
- Mardileib (1973)
- Kolmandad mäed (1975)
- Taevakivi (1975)
- Kajalood (1980)
- Ülesõidukohad (1981)
- Silmade avamise päev (1988)
- Järelehüüd (1994)

### Drama
- Doktor Philipp Karell|Karelli raske öö (2000)
- Vend Enrico ja tema piiskop (2000)
- Olematu Odysseus (gedateerd uit 1960, maar gepubliceerd in Kogutud Teosed VIII, 2005)

### Poëzie
- Söerikastaja (1958)
- Kivist viiulid (1964)
- Lauljad laevavööridel (1966)
- Vihm teeb toredaid asju (1969)
- Voog ja kolmpii (1971)
- Põhjatud silmapilgud (1990)
- Maailma avastamine (2005) uustrükk

### Memoires
- Kallid kaasteelised (2003)
- Kallid kaasteelised II (2008)